# ادی سالسدو
ادی سالسدو (انگلیسی: Eddie Salcedo؛ زادهٔ ۱ اکتبر ۲۰۰۱) یک بازیکن فوتبال اهل ایتالیا است که برای باشگاه فوتبال او. اف. آی کرت در پست مهاجم بازی می‌کند.

## عملکرد باشگاهی
سالسدو محصول آکادمی جوانان جنوا است. وی در ۲۰ اوت۲۰۱۷ در سن ۱۵سالگی اولین بازی خود را با تیم بزرگسالان در سری آ با تساوی ۰–۰ خارج از خانه مقابل ساسولو انجام داد و در دقیقه ۸۱ جایگزین آندری گالایبانوف شد.
در ۱۶ ژوئیه ۲۰۱۸، سالسدو با قراردادی به مدت یک فصل به اینترمیلان قرض داده شد اما او و این گزینه را دائمی کرد. او با تیم زیر ۱۹ساله‌های اینتر در لیگ قهرمانی بهار و لیگ جوانان یوفا بازی کرد. این قرارداد در ۱۹ ژوئن ۲۰۱۹ با مبلغ ۸ میلیون یورو دائمی شد.
در تابستان ۲۰۱۹ او مجدداً به باشگاه فوتبال هلاس ورونا که تازه به لیگ دسته یک راه یافته بود قرض داده شد. در ۳ نوامبر ۲۰۱۹، سالسدو اولین گل خود در سری آ را در بازی خانگی مقابل برشیا با نتیجه ۱–۲ به ثمر رساند.
در ۲۵ سپتامبر ۲۰۲۰دوباره به صورت قرضی برای یک فصل دیگر به ورونا پیوست.
همچنین در ۳۱ اوت ۲۰۲۱ او به صورت قرضی به مدت یک فصل نیز به اسپزیا پیوست.